# Radrennbahn Oberhausen

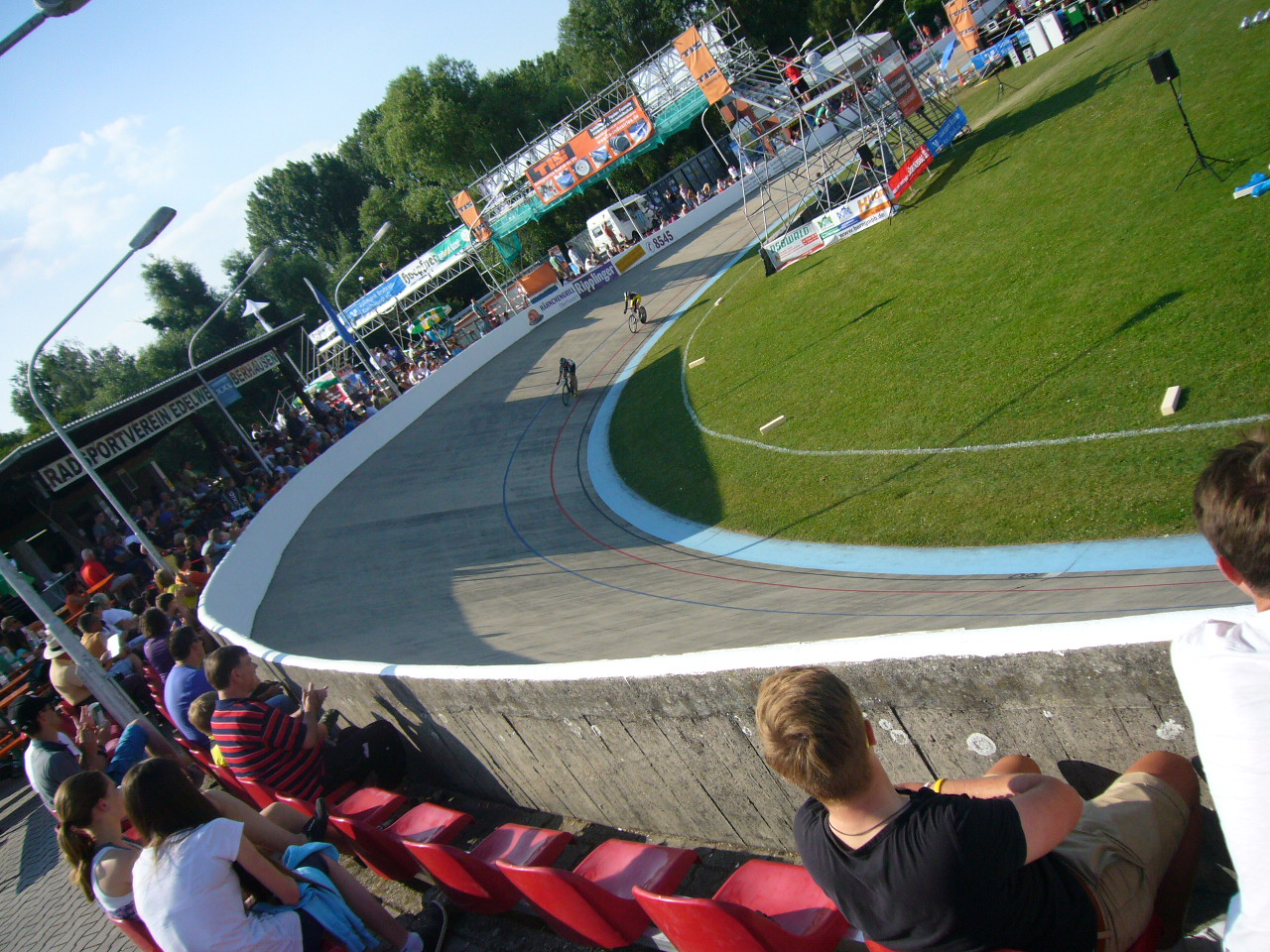
Die Radrennbahn in Oberhausen während der deutschen Bahnmeisterschaften 2013

Die Radrennbahn Oberhausen ist eine Radrennbahn in Oberhausen-Rheinhausen. Sie gehört dem Radsportverein Edelweiß e.V. Oberhausen.
Am 15. Oktober 1949 beschloss der RSV Edelweiß Oberhausen den Bau einer Radrennbahn, vier Wochen später wurde mit dem Bau begonnen. Die Mitglieder des Vereins erstellten die Bahn in Eigenarbeit aus Schotter und Teergries; sie war 300 Meter lang und hatte eine leichte Kurvenerhöhung. Am 4. Juni 1950 fand das Eröffnungsrennen statt.
1959 beschloss der Verein den Neubau einer Radrennbahn, da die vorhandene durch viele Ausbesserungen nicht mehr sicher war. Zudem gab es zahlreiche Stürze, die auf die ungenügende Kurvenerhöhung zurückzuführen waren. Die alte Bahn wurde abgerissen und im März 1961 mit dem Neubau begonnen. Am 13. Mai 1962 wurde die neue Radrennbahn eingeweiht, die 333,33 Meter lang und 6,50 Meter breit ist und eine Kurvenerhöhung von 28 Grad hat; der Belag war aus Zement. Im gleichen Jahr fanden dort die Deutschen Bahnmeisterschaften statt. 1963 wurde eine Flutlichtanlage installiert.
1985 war die Bahn erneut in einem mangelhaften Zustand,  und der Belag wurde mit einem neuartigen Betongemisch erneuert. Seit 2005 wird auf der Bahn jährlich die Sixdays-Night vom ehemaligen Radrennfahrer Erik Weispfennig veranstaltet. 2013 fanden auf der Bahn die Deutschen Bahnmeisterschaften statt. Die Bahn ist auch jährlich Teil der über das Pfingstwochenende stattfindenden Drei-Bahnen-Tournee, die auf den Radrennbahnen in Oberhausen, Dudenhofen und Öschelbronn ausgetragen wird.